# Košarkaška reprezentacija Dominikanske Republike
Košarkaška reprezentacija Dominikanske Republike predstavlja državu Dominikansku Republiku u športu košarci.
Krovna organizacija: Košarkaška federacija Dominikanske Republike (Federación Dominicana de Baloncesto)
Na Svjetskom prvenstvu nastupili su jedan put i to 1978. na Filipinima. Na američkikim košarkaškim prvenstvima nastupili su deset puta, a najveći uspjeh ostvarili su osvajanjem trećeg mjesta na turniru iz 2011. godine. Na Panamaeričkim igrama nastupili su četiri puta i jednom osvojili drugo mjesto (2007.). Bez nastupa su na Olimpijskim igrama.
Članom su FIBA-e od 1954. godine.

## Nastupi na velikim natjecanjima

### Svjetska prvenstva
- 1978.: 12. mjesto
- 2014.: 13. mjesto

### Panameričke igre
- 1979.: 9. mjesto
- 1983.: 9. mjesto
- 1999.: 6. mjesto
- 2003.:  srebro
- 2011.: 4. mjesto

### Američka prvenstva
- 1984.: 9. mjesto
- 1989.: 6. mjesto
- 1993.: 9. mjesto
- 1995.: 7. mjesto
- 1997.: 9. mjesto
- 1999.: 7. mjesto
- 2003.: 8. mjesto
- 2005.: 6. mjesto
- 2009.: 5. mjesto
- 2011.:  bronca
- 2013.: 4. mjesto

### Srednjoamerička prvenstva
- 1969.: 5. mjesto
- 1971.: 4. mjesto
- 1973.: 7. mjesto
- 1975.: 4. mjesto
- 1977.:  zlato
- 1981.: 5. mjesto
- 1985.: 6. mjesto
- 1987.: 4. mjesto
- 1989.: 5. mjesto
- 1993.: 4. mjesto
- 1995.:  srebro
- 1997.:  bronca
- 1999.:  bronca
- 2001.: 5. mjesto
- 2003.:  srebro
- 2004.:  zlato
- 2006.: 5. mjesto
- 2008.:  bronca
- 2010.:  srebro
- 2012.:  zlato